# Borsodnádasd
Borsodnádasd è una città dell'Ungheria di 3 573 abitanti (dati 2001) . È situata nella contea di Borsod-Abaúj-Zempléna 80 km dal capoluogo Miskolc.

## Storia
Il comune è menzionato per la prima volta in un documento ufficiale nel 1210 come Nádasd. Nel 1332 aveva già una chiesa e apparteneva alla famiglia Nádasdy. L'industrializzazione iniziò nel secolo XIX con l'apertura di una miniera di carbone e nel 1903 cambiò nome prendendo quello attuale.